# Guter Junge
Guter Junge è un film televisivo del 2008 diretto da Torsten C. Fischer.

## Trama
Dopo la morte della madre, il diciassettenne Sven si trasferisce dal padre Achim, un tassista, il quale aveva divorziato dalla madre molti anni prima. Per Achim non è facile abituarsi a un adolescente in casa, soprattutto perché Sven parla a malapena a lui. Ma Sven fa bene a scuola, e Achim spera che il tempo li porterà più vicini.
Julia, la fidanzata di Achim, è la prima a capire che in Sven c'è qualcosa che non va e si convince che il ragazzo sia gay in quanto lo sorprende a depilarsi sotto la doccia e lo vede sempre insieme a Patrick, un ragazzo più giovane di lui.
La verità è però ancora più agghiacciante: Sven ha tendenze pedofile. Achim lo viene a sapere da Patrick, il quale confessa che Sven lo ha ripreso in situazioni imbarazzanti. Giunto a casa Achim ha conferma di ciò dopo aver visto un video girato dal figlio, il quale è turbato e si rammarica per le sue azioni tanto da tentare il suicidio.
Achim riesce a salvare la vita al figlio dopodiché i due si recano a distruggere tutti i video e le foto di giovani che Sven teneva nascosti. Intanto Julia suggerisce una terapia, ma Achim è convinto di poter gestire da solo la situazione.
Sven arriva a chiedere al padre di rinchiuderlo nella sua stanza, ma Achim ha fiducia in suo figlio e non lo fa ed in occasione del diciottesimo compleanno del figlio, l'uomo gli regala una nuova videocamera. Ma la fiducia nei confronti del figlio si rivela ben presto un errore in quanto Sven ha un incontro (e forse un rapporto sessuale) in casa con Patrick; incontro scoperto casualmente da Achim che trova in camera del figlio l'inalatore per l'asma di Patrick.
Entusiasta della nuova videocamera, Sven passa il tempo a riprendere quello che lo circonda. Un giorno Sven non si reca e scuola né fa ritorno a casa per la sera; il padre intuito che c'è qualcosa che non va si reca nel luogo e trova il figlio che è stato picchiato da un bambino sul quale ha tentato di far violenza.
Dopo che Sven verrà arrestato Achim decide di non abbandonarlo e di stargli vicino anche in quel momento difficile andandolo a trovare in carcere.

## Critiche
Il film ha ricevuto alcune critiche circa la presenza di alcune immagini di ragazzini svestiti.